# We Are One (canción de Jena Irene)
«We Are One» —en español: «Somos Uno»— es el sencillo debut de la artista estadounidense y finalista de la decimotercera temporada de American Idol Jena Irene. Fue escrita por Mitch Allan, Anne Preven y Felicia Barton.